# Chactopsis insignis
Espèce
Chactopsis chullachaqui est une espèce de scorpions de la famille des Chactidae.

## Distribution
Cette espèce se rencontre au Pérou dans les régions de Loreto et d'Ucayali et au Brésil dans l'État d'Amazonas vers Jutaí,.

## Description
Le mâle décrit par Ochoa, Rojas-Runjaic, Pinto-da-Rocha et Prendini en 2013 mesure 29,0 mm et la femelle 34,3 mm.

## Publication originale
- Kraepelin, 1912 : Neue Beiträge zur Systematik der Gliederspinnen. II. Chactinae (Scorpiones). Mitteilungen aus dem Naturhistorischen Museum (2. Beiheft zum Jahrbuch der Hamburgischen Wissenschaftlichen Anstalten), vol. 29, no 2, p. 43-88 (texte intégral).